# 소관자
소관자(小管子)는 국악기 중 관악기로, 8부 분류법으로는 죽부(竹部), 호른보스텔-작스 분류로는 공기울림악기에 속한다.

## 개요
《악학궤범》에 따르면 옛날 목동들이 불던 저의 일종으로, 재료는 큰 새의 뼈나 노란 대나무[黃竹]라고 한다,

## 구조
입술을 대는 구멍[吹口]이 하나, 손 짚는 구멍[指孔]이 셋이며 (반규법으로 하지 않는다면) 여덟 개의 음을 낼 수 있다. 음역으로 보면 하이(下二)부터 상오(上五)로 한 옥타브가 된다.

## 전승
현재 전하지 않는다.